# Philippe Hersent
Philippe Hersent (Écommoy, 26 luglio 1912 – Roma, 30 dicembre 1982) è stato un attore francese.

## Biografia
Philippe Hersent iniziò la sua carriera giovanissimo nella prima metà degli anni trenta, recitando principalmente in patria.
Dagli anni cinquanta, iniziò ad apparire anche in diverse produzioni italiane, alternandosi in vari generi: dal mitologico al poliziesco, dai drammi alle commedie.
Dotato di un volto rude e scolpito, Hersent è stato chiamato spesso per interpretare personaggi di consistente rilievo, tra questi si possono citare: Mariano in La trovatella di Pompei (1957), Goffredo di Buglione in La Gerusalemme liberata (1957), Ponzio Pilato in La spada e la croce (1958), Tito Flavio in Anno 79 - La distruzione di Ercolano (1962), il malvagio cocchiere della protagonista in La lama nel corpo (1966) e il proprietario degli Autotrasporti Cisa in Il bestione (1974).

## Filmografia

### Cinema
- L'enfant de L'amour, regia di Marcel L'Herbier (1930)
- La fine del mondo (La Fin du monde), regia di Abel Gance (1931)
- Rocambole, regia di Gabriel Rosca (1932)
- Les bleus de la marine, regia di Maurice Cammage (1934)
- Golgota (Golgotha), regia di Julien Duvivier (1935)
- Joli Monde, regia di René Le Hénaff (1935)
- Le secret de l'émeraude, regia di Maurice De Canonge (1935)
- Mayerling, regia di Anatole Litvak (1936)
- La garçonne, regia di Jean de Limur (1936)
- La porta dell'infinito (La Porte du large), regia di Marcel L'Herbier (1936)
- Caccia riservata (Le Roi), regia di Pierre Colombier (1936)
- Un meutre à été commis, regia di Claude Orval (1937)
- La treizième enquête de Grey, regia di Pierre Maudru (1937)
- Une de la cavalerie, regia di Maurice Cammage (1938)
- Gli esiliati della Pampas (Fort Dolorès), regia di René Le Hénaff (1939)
- Après Mein Kampf mes crimes, regia di Alexandre Ryder (1940)
- Nuit d'alerte, regia di Léon Mathot (1946)
- La troisièmme dalle, regia di Michel Dulud (1946)
- Destins, regia di Richard Pottier (1946)
- Le fugitif, regia di Robert Bibal (1947)
- La dernière chevauchée, regia di Léon Mathot (1947)
- Le dolmen tragique, regia di Léon Mathot (1948)
- La danzatrice del Marrakesch (La Danseuse de Marrakech), regia di Léon Mathot (1949)
- L'homme aux mains d'argile, regia di Léon Mathot (1949)
- Nous avons tous fait la même chose, regia di Réne Sti (1950)
- Le clochard milliardaire, regia di Léopold Gomez e Hervé Bromberger (1951)
- Hanno ucciso un fuorilegge (Mammy), regia di Jean Stelli (1951)
- Le duel à travers les âges, regia di Pierre Foucaud (1952)
- F.B.I. divisione criminale (La Môme vert de gris), regia di Bernard Borderie (1953)
- I figli dell'amore (Les Enfants de l'amour), regia di Léonide Moguy (1953)
- Opération tonnerre, regia di Gérard Sandoz (1954)
- Ritrovarsi all'alba, regia di Adolfo Pizzi (1954)
- Passion de femmes, regia di Hans Herwig (1955)
- L'angelo bianco, regia di Raffaello Matarazzo (1955)
- La rivale, regia di Anton Giulio Majano (1955)
- Londra chiama Polo Nord, regia di Duilio Coletti (1956)
- Ciao, pais..., regia di Osvaldo Langini (1956)
- La trovatella di Pompei, regia di Giacomo Gentilomo (1956)
- Solo Dio mi fermerà, regia di Renato Polselli (1957)
- Sigfrido, regia di Giacomo Gentilomo (1957)
- La Gerusalemme liberata, regia di Carlo Ludovico Bragaglia (1958)
- La spada e la croce, regia di Carlo Ludovico Bragaglia (1958)
- Giovanni dalle Bande Nere, regia di Sergio Grieco (1958)
- I mafiosi, regia di Roberto Mauri (1959)
- La battaglia di Maratona, regia di Bruno Vailati e Mario Bava (1959)
- I filibustieri della Martinica (Marie des Isles), regia di Georges Combret (1960)
- Les mordus, regia di Réne Jolivet (1960)
- La vendetta di Ercole, regia di Vittorio Cottafavi (1960)
- La regina dei tartari, regia di Sergio Grieco (1960)
- Il terrore dei mari, regia di Domenico Paolella (1961)
- I normanni, regia di Giuseppe Vari (1962)
- Anno 79 - La distruzione di Ercolano, regia di Gianfranco Parolini (1962)
- Il vecchio testamento, regia di Gianfranco Parolini (1963)
- Roma contro Roma, regia di Giuseppe Vari (1964)
- Coriolano, eroe senza patria, regia di Giorgio Ferroni (1964)
- Zorikan lo sterminatore, regia di Roberto Mauri (1964)
- Il colosso di Roma, regia di Giorgio Ferroni (1964)
- L'ultimo gladiatore, regia di Umberto Lenzi (1964)
- I giganti di Roma, regia di Antonio Margheriti (1964)
- I tre centurioni, regia di Roberto Mauri (1964)
- Agente 077 missione Bloody Mary, regia di Sergio Grieco (1965)
- Agente 077 dall'Oriente con furore, regia di Sergio Grieco (1965)
- La lama nel corpo, regia di Elio Scardamaglia (1966)
- Missione speciale Lady Chaplin, regia di Alberto De Martino, Sergio Grieco (1966)
- Cifrato speciale, regia di Pino Mercanti (1966)
- Un colpo da mille miliardi, regia di Paolo Heusch (1966)
- Testa di sbarco per otto implacabili, regia di Alfonso Brescia (1968)
- Carogne si nasce, regia di Alfonso Brescia (1968)
- Tempo di Charleston (Tiempos de Chicago), regia di Julio Diamante (1969)
- Cerca di capirmi, regia di Mariano Laurenti (1970)
- Tre nel mille, regia di Franco Indovina (1971)
- I quattro pistoleri di Santa Trinità, regia di Giorgio Cristallini (1971)
- Scipione detto anche l'Africano, regia di Luigi Magni (1971)
- Le belve, regia di Giovanni Grimaldi (1971)
- Rivelazioni di un maniaco sessuale al capo della squadra mobile, regia di Roberto Bianchi Montero (1972)
- La colonna infame, regia di Nelo Risi (1972)
- La polizia sta a guardare, regia di Roberto Infascelli (1973)
- Il bestione, regia di Sergio Corbucci (1974)
- Gruppo di famiglia in un interno, regia di Luchino Visconti (1974)
- Un matrimonio immorale (Der zweite Frühling), regia di Ulli Lommel (1975)
- L'innocente, regia di Luchino Visconti (1976)
- C'è una spia nel mio letto, regia di Luigi Petrini (1976)
- Nina (A Matter of Time), regia di Vincente Minnelli (1976)
- Lo sceicco la vede così (Voir Malte et mourir), regia di José Bénazéraf (1976)
- La bella e la bestia, regia di Luigi Russo (1977)
- Sella d'argento, regia di Lucio Fulci (1978)

### Televisione
- Geminus, regia di Luciano Emmer – miniserie TV (1969)

### Cortometraggi
- Le tendon d'Achille, regia di Christian-Jaque (1933)

## Doppiatori italiani
- Sergio Graziani in Coriolano, eroe senza patria, Agente 077 missione Bloody Mary, Agente 077 dall'Oriente con furore
- Gualtiero De Angelis in L'angelo bianco, Londra chiama Polo Nord, La trovatella di Pompei
- Giorgio Capecchi in La spada e la croce, Anno 79 - La distruzione di Ercolano
- Mario Pisu in La vendetta di Ercole,  I giganti di Roma
- Antonio Guidi in Carogne si nasce, Le belve
- Emilio Cigoli in Giovanni dalle Bande Nere
- Arturo Dominici in La battaglia di Maratona
- Renato Turi in I normanni
- Glauco Onorato in Il vecchio testamento
- Alessandro Sperlì in Roma contro Roma
- Carlo Romano in L'ultimo gladiatore
- Gianni Bonagura in Missione speciale Lady Chaplin
- Bruno Persa in Testa di sbarco per otto implacabili
- Sergio Rossi in I quattro pistoleri di Santa Trinità
- Mario Bardella in Rivelazioni di un maniaco sessuale al capo della squadra mobile
- Carlo Alighiero in La polizia sta a guardare
- Mario Milita in Nina
- Sergio Fiorentini in Sella d'argento, Il bestione